# Okraina (film fra 1998)
 For alternative betydninger, se Okraina. (Se også artikler, som begynder med Okraina)
Okraina (russisk: Окраина) er en russisk spillefilm fra 1998 af Pjotr Lutsik.
Filmen er løst baseret på en tidligere sovjetisk film, Okraina, fra 1933.

## Medvirkende
- Jurij Dubrovin som Safronov Filipp
- Nikolaj Oljalin som Kolka Polujanov
- Aleksej Vanin som Perfiljev Vasilij
- Aleksej Pusjkin som Panka Morozov
- Rimma Markova